# Воронцов, Дмитрий Андреевич
Воронцов Дмитрий Андреевич (13 декабря 1931) — русский живописец. Заслуженный художник РСФСР (1986). Член Союза Художников России (1970).
Преподавал в Московском художественном училище памяти 1905 года (1962-87).
Автор многочисленных циклов пейзажей, среди которых выделяются «Памятники Отечества», «Венецианская улочка», «Золотое кольцо России» и «Архитектура древнего Востока».
Произведения Дмитрия Андреевича Воронцова входят в художественные коллекции Министерства Культуры России, а также в частных собраниях России, США, Франции, Великобритании, Испании и Польши.